# William Herbert, III conte di Pembroke
William Herbert, III conte di Pembroke (8 aprile 1580 – 10 aprile 1630), è stato un nobile e politico inglese.

## Biografia
William era il figlio di Henry Herbert, II conte di Pembroke, e della sua terza moglie, Mary Sidney, figlia di Sir Henry Sidney. Venne istruito dal poeta Samuel Daniel.

## Carriera
Era una figura cospicua nella società del suo tempo e alla corte di Giacomo I. William e suo fratello Philip si esibirono in The Masque of Indian and China Knights a Hampton Court il 1º gennaio 1604.
Più volte si trovò contrario con i piani del duca di Buckingham e si interessò vivamente alla colonizzazione delle Americhe. Fu Lord Ciambellano della Casa Reale (1615-1625) e Lord Steward (1626-1630). Fu Cancelliere dell'Università di Oxford e fondò il Pembroke College.

## Matrimonio
Intorno al 1595, si negoziò il matrimonio con Elizabeth Carey, nipote di Henry Carey, il Lord Ciambellano che dirigeva la compagnia di Shakespeare. Ma si rifiutò di sposarla.
Nel 1597, suo padre negoziò un matrimonio tra Herbert e Bridget de Vere, nipote di William Cecil, I barone Burghley. Fu redatto un accordo matrimoniale offrendo £ 3.000 e una rendita da iniziare alla morte di Burghley, cosa inaccettabile per il giovane William, che voleva che la rendita iniziasse immediatamente, e così le trattative si conclusero.
All'età di 20 anni, William ebbe una relazione con Mary Fitton. Rimase incinta, ma sebbene ammettesse la paternità, rifiutò di sposarla e fu mandato a Fleet Prison, dove scrisse versi. Nel 1601 Mary diede alla luce un bambino che morì subito, forse di sifilide, di cui forse William soffriva. Fece una petizione a Sir Robert Cecil e alla fine fu rilasciato, sebbene lui e Mary fossero entrambi esclusi da corte.
Herbert ebbe un'altra relazione con la cugina di primo grado Lady Mary Wroth, figlia di suo zio Robert Sidney, I conte di Leicester. La relazione ha prodotto almeno due figli illegittimi, un ragazzo di nome William e una ragazza di nome Catherine. Suo cugino Sir Thomas Herbert registrò la paternità di William dei due figli nella sua Herbertorum Prosapia, una genealogia della famiglia Herbert del XVII secolo, ora conservata presso la Biblioteca di Cardiff.
Il 4 novembre 1604 Herbert sposò Mary Talbot (1580-1649), figlia di Gilbert Talbot, VII conte di Shrewsbury. Ebbero due figli:
- James Herbert (nato nel 1616)
- Henry Herbert (nato nel 1621)

Entrambi i figli morirono durante l'infanzia.

## I sonetti di Herbert e Shakespeare
Herbert è stato visto da alcuni come da ispirazione per la "Bella Gioventù" nei sonetti di William Shakespeare. Alcuni anni più giovane di Shakespeare, era un mecenate del drammaturgo e le sue iniziali corrispondono alla dedica dei Sonetti a un "Mr. WH". L'identificazione fu proposta per la prima volta da James Boaden in un trattato del 1837, On the Sonnets of Shakespeare. E.K. Chambers, che in precedenza aveva considerato Henry Wriothesley, III conte di Southampton di essere la Bella Gioventù, cambiò idea quando incontrò le prove nelle lettere che Herbert era stato invitato a sposare Elizabeth Carey. Nessuna prova suggerisce che Herbert abbia mai incontrato Shakespeare.
Herbert fu anche un importante mecenate delle arti e un membro del gruppo Whitehall.

## Morte
Morì il 10 aprile 1630, all'età di 50 anni, senza eredi maschi. I suoi titoli passarono a suo fratello minore, Philip. Fu sepolto nella cattedrale di Salisbury, nella tomba di famiglia davanti all'altare.